# ويسترن بلدوغز
ويسترن بلدوغز (بالإنجليزية: Footscray Football Club )‏ هو نادي كرة القدم الأسترالية أسترالي تأسس في 1877 ، يقع مقره الرئيسي في ملبورن، ويلعب في دوري كرة القدم الأسترالية.

## وصلات خارجية
- الموقع الرسمي